# Poitou-ezel

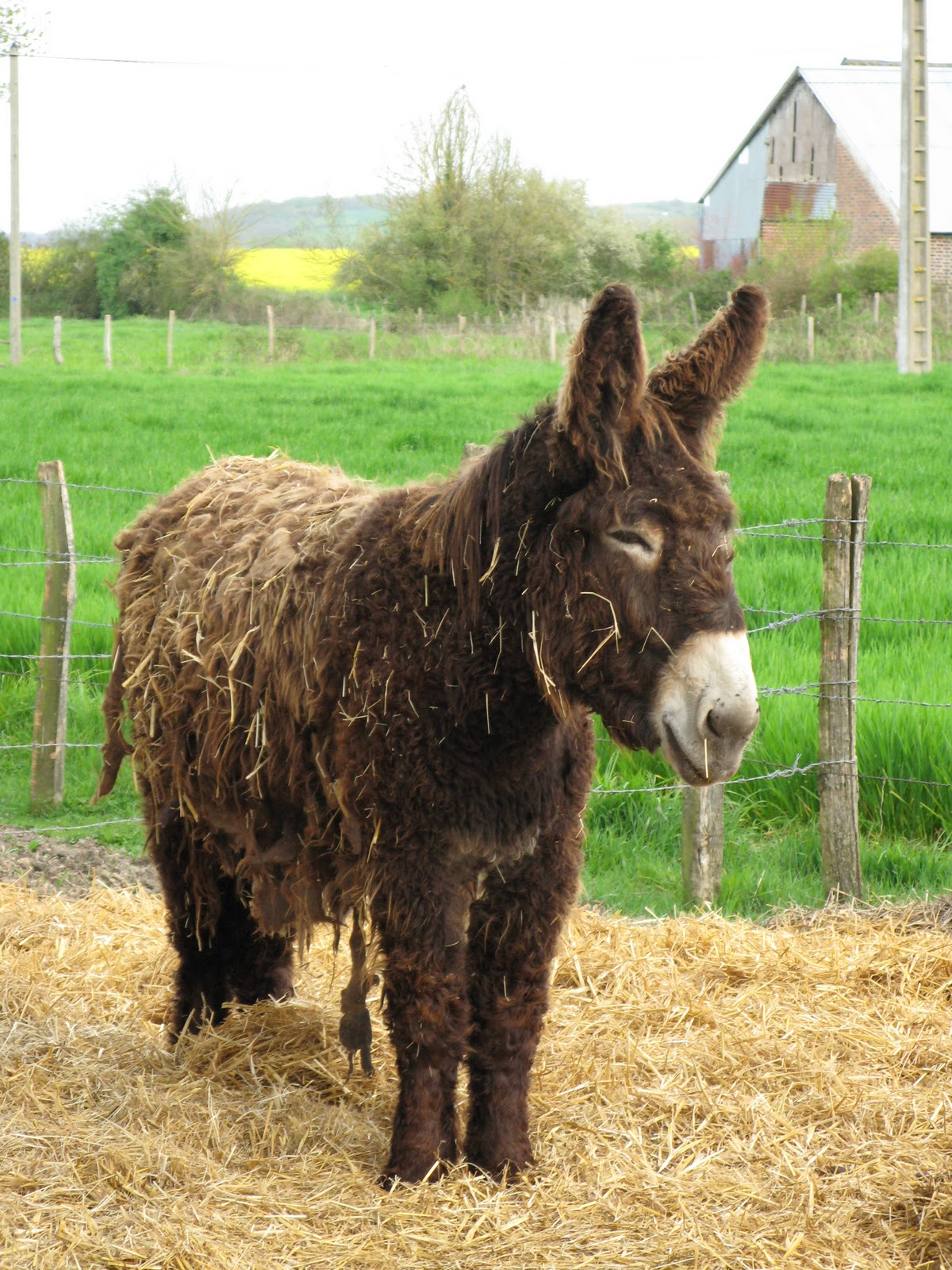

De poitou-ezel (ook wel baudet du Poitou of Franse reuzenezel genoemd) is een van de grootste ezelrassen. Ook is dit een van de oudste en zuiverste ezelrassen.
Ze zijn, naast hun grootte, opvallend door hun vaak lange vervilte vacht.

## Geschiedenis
De geschiedenis van de poitou-ezel gaat terug tot in de tijd van de Romeinen. Ze komen uit de regio Poitou in Frankrijk, waar de naam ook vandaan komt. Het stamboek is ontstaan in 1884. Tegenwoordig is de poitou-ezel ook in zijn vaderland een zeldzaam ras geworden. In 1977 waren er wereldwijd nog maar 44 poitou-ezels over. Dankzij het op tijd ingrijpen van fokkers waren dit er in 2004 wereldwijd alweer 400.
Er zijn twee soorten stamboeken: het eerste is "Livre A", speciaal voor pure poitou-ezels. Om bij Livre A te worden ingeschreven moet de ezel ouders hebben die allebei uit Livre A komen. "Livre B" is bedoeld voor dieren die een lagere concentratie poitou-bloed dragen. Om als ezel hierbij ingeschreven te worden, moet een van de ouders een dier uit Livre A zijn en de andere ouder een uit Livre B of onbekend. Zo hoopt men uiteindelijk de pure poitou-ezel weer terug te fokken.

## Exterieur
De poitou-ezel heeft een bruine (soms zwarte) vacht. Deze vacht is zo sterk in het ras gefokt dat zelfs een dier met een achtste deel poitou-bloed nog sporen vertoont van de typische poitou-vacht. Het opvallendste aan zijn vacht zijn de lange haren, die de neiging hebben tot vervilten. Het hoofd is groot, met lange oren, volledig bedekt met lange haren.
Rondom de ogen zitten grijswitte kringen en ook de neus is grijswit.
De benen zijn zwaar en sterk, eveneens met lange beharing die vaak tot over de grote hoeven valt. Mannelijke dieren zijn groter dan vrouwelijke: de minimale stokmaat bedraagt zo'n 1,31 meter, de maximale stokmaat kan oplopen tot 1,56 meter.

## Karakter
De poitou-ezel is een vriendelijke en rustige ezel. Ze zijn niet erg geschikt om te rijden aangezien ze daar nooit voor gefokt zijn, maar zijn over het algemeen inschikkelijk en welwillend.

## Gebruik
De voornaamste reden waarvoor de poitou-ezel gehouden werd was voor het fokken van muildieren. Verder is het ras eigenlijk nooit ingezet voor het werk waarvoor de meeste ezelrassen gebruikt worden: het dragen en trekken van lasten.
De poitou-hengsten werden gekruist met merries van het Franse trekpaardenras poitevin (ook wel poitevin mulassier genoemd). Hieruit kwamen grote en sterke muildieren, die werden ingezet in de landbouw en vooral in het Franse leger.
Toen het gebruik van trekdieren steeds minder in zwang kwam door de opkomst van landbouwmachines raakte de Poitou zijn functie kwijt en werd steeds zeldzamer.
Abessijnse ezel ·
Albanese ezel ·
Algerijn ·
Amerikaanse mini-ezel ·
Amiata ·
Anatolische ezel ·
Andalusische ezel ·
Ane Gascogne ·
Arcadische ezel ·
Argentato di Sologno ·
Asinara ·
Asino Sardo ·
Asno Balear ·
Asno de las Encartaciones ·
Balkan ezel ·
Barockesel ·
Bourbonnais ·
Bulgaarse ezel ·
Burro ·
Castel Morrone ·
Catalaanse ezel ·
Corsicaanse ezel ·
Cotentin ·
Cyprus ezel ·
Dwergezel ·
Ellinikon ·
Fariñeiro ·
Graciosa ·
Grand Noir du Berry ·
Grigio Siciliano ·
Herzegovijnse ezel ·
Huisezel ·
Ierse ezel ·
Indische wilde ezel ·
Istarski Magarac ·
Karakacan ·
Kiang ·
L'Âne de L'Ile de Ré ·
Majorera ezel ·
Mallorcaanse ezel ·
Maltese ezel ·
Mammoth Jackstock ·
Martina Franca ·
Merzifon ·
Mirandese ezel ·
Mongoolse wilde ezel ·
Muildier/muilezel ·
Mula ·
Normandische ezel ·
Nubische wilde ezel ·
Onager ·
Pantelleria ·
Parlagi Szamár ·
Pantesco ·
Pega ·
Poitou-ezel ·
Ponui ·
Primorsko Dinarski Magarac ·
Provençaalse ezel ·
Pyrenese ezel ·
Ragusa ·
Romagnolo ·
Sardijnse ezel ·
Sjeverno-Jadranski Magarac ·
Somalische wilde ezel ·
Spotted donkey ·
Standard donkey ·
Thüringer Waldesel ·
Verbeterde Hongaarse ezel ·
Viterbese ·
Waalse ezel ·
Wilde ezel ·
Zamorano-Leonés ·
Zweedse ezel